# 亚历克斯·杜伊舍巴耶夫
亚历克斯·杜伊舍巴耶夫（1992年12月17日—），西班牙男子手球运动员，2021年世界男子手球锦标赛铜牌得主、2020年夏季奥林匹克运动会男子铜牌得主、2023年世界男子手球锦标赛铜牌得主、2024年夏季奥林匹克运动会男子铜牌得主。